# Grötkräkla

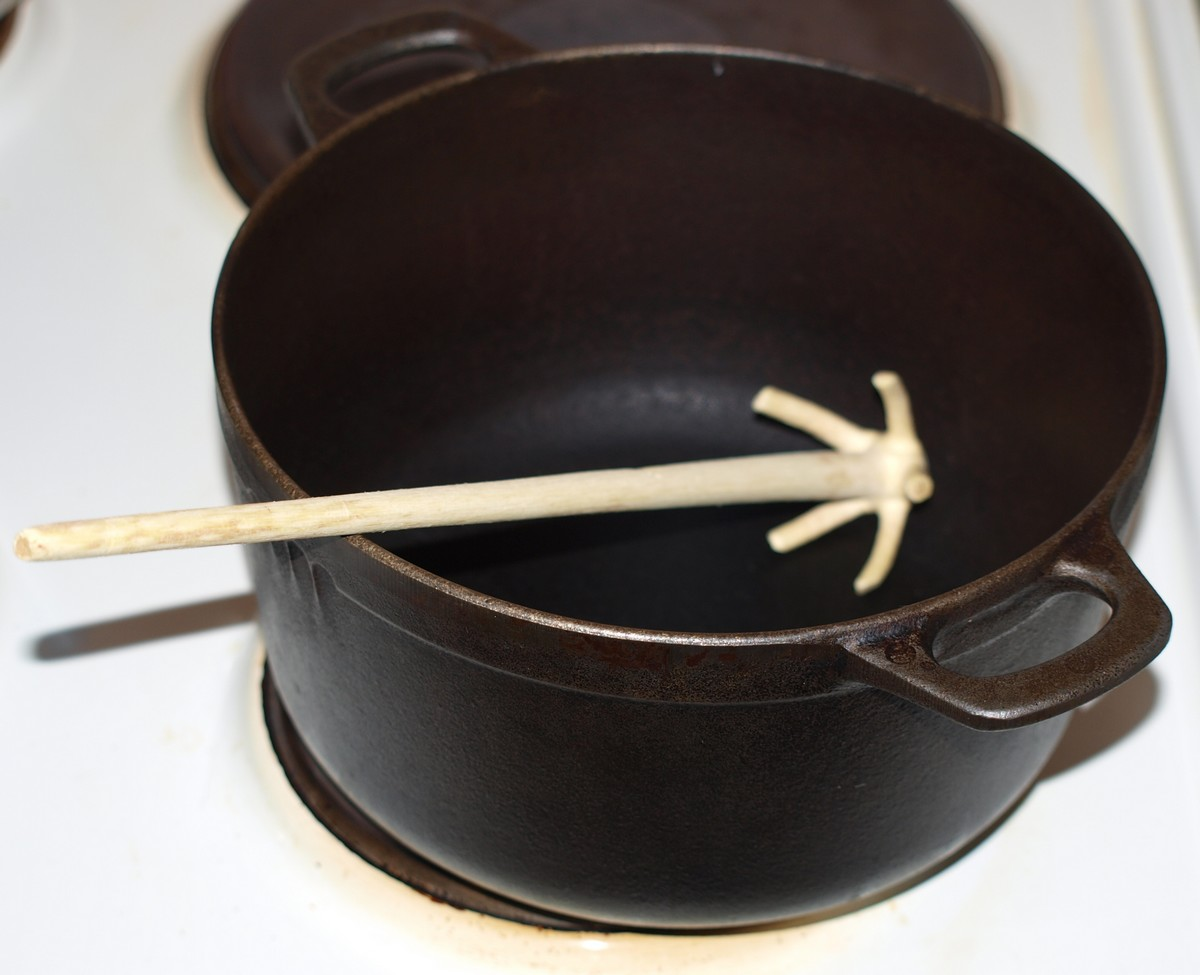

Grötkräkla är ett handredskap som förr användes till att röra om med i grytor och andra kärl. Det tillverkades av en grenig tall- eller grantopp som avskalades från bark och andra ojämnheter. Dess huvudsakliga uppgift var att röra om i grötgrytan för att undvika att massan kokade fast i kärlet. Vid ystning var den ett praktiskt redskap till att röra om ostmassan med. Små kräklor användes likt dagens vispar. Ibland roterades även skaftet mellan handflatorna.